# Lee Perry

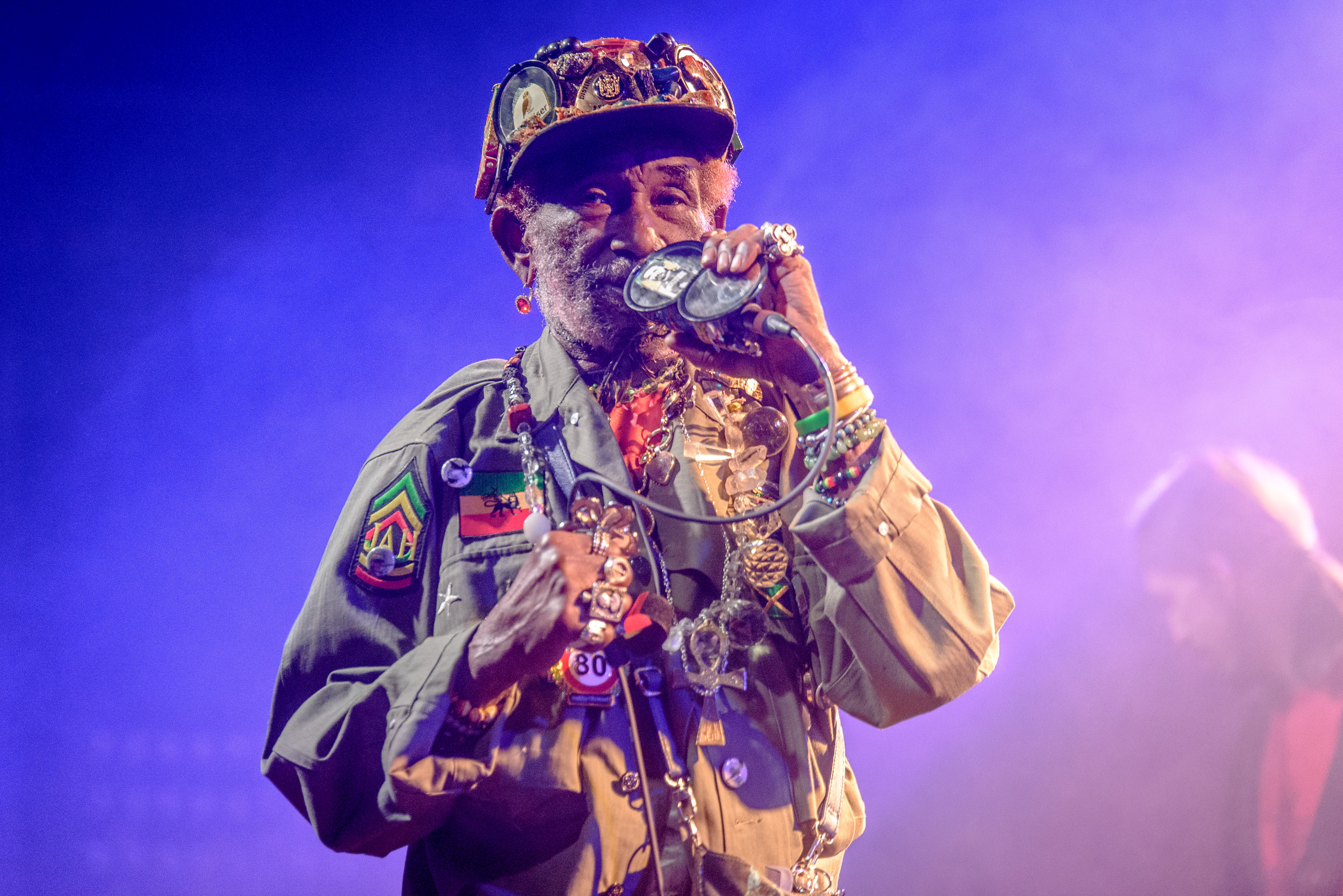
Lee Perry en vivo en 2016

Rainford Hugh Perry, más conocido como Lee «Scratch» Perry o The Upsetter (Kendal, 20 de marzo de 1936- Lucea, 29 de agosto de 2021), fue un músico, técnico de sonido y productor musical jamaicano, pionero del dub y el reggae.

## Biografía
La situación económica de Lee "Scratch" Perry al inicio de su carrera era acorde a la miseria de los años 1950. Trabajó como mezclador de sonido para el Clement Coxsone Dodd's sound system. Con este sello llegó a grabar cerca de 30 canciones, pero problemas financieros y diferencias de personalidad (problemas que tuvo en toda su carrera) lo llevaron a dejar el estudio y buscar nuevos caminos. Por lo que pronto logró encontrar un nuevo trabajo con Joe Gibbs's Amalgamated Records.
Trabajando con Joe Gibbs, Perry continuó su carrera musical, pero, una vez más, los problemas financieros se hicieron presentes. Perry terminó apartándose de Gibb's y formó su propio sello en 1968, llamándolo Upsetter Records. Las ventas de su primer sencillo, People Funny Boy, que era un insulto dirigido a Gibbs, alcanzaron una cifra importante. Aquí da una muestra de su talento a la hora de mezclar, por su uso innovador de un sample (un bebé que llora) así como un rápido, resoplado ritmo que pronto pasaría a ser identificable como «reggae» (a esta nueva forma de sonido se le dio el nombre de «Steppers»). Desde 1968 hasta 1972, trabajó con su banda de estudio The Upsetters. 
Durante la década de 1970, Perry lanzó numerosas grabaciones en una variedad de sellos discográficos que él controlaba, y muchas de sus canciones fueron muy populares en Jamaica y Reino Unido. Pronto se hizo conocido por sus innovadoras técnicas de producción, así como su carácter excéntrico.
En la década de los 70, Perry fue uno de los productores que con sus mezclas experimentales ayudó a la creación del dub, aunque el auténtico padre de esta rama del dub fue King Tubby. En 1973, Perry construyó un estudio en el patio trasero de su casa: The Black Ark, para tener más control sobre sus producciones, al mismo tiempo continuó ocupándose de notables músicos como: Bob Marley & The Wailers, Junior Byles, Jacob Miller, The Heptones, The Congos, Max Romeo o Junior Delgado. Con su propio estudio a su disposición, las producciones de Perry se hicieron más lujosas, como un productor energético fue capaz de pasar tanto tiempo como él quería en la música que producía. Casi todo lo que Perry grabó en The Black Ark se realizaba utilizando un equipo básico de grabación, a través de la prestidigitación sonora de manos e hizo un sonido único. Lee "Scratch" Perry permaneció detrás de la mesa de mezclas durante muchos años, produciendo las canciones y álbumes que se destacan como un punto alto en la historia del Reggae. 
En 2013, su música fue usada en Grand Theft Auto 5 en una emisora de radio.
En 2015, el documental Vision of Paradise de Lee Scratch Perry tuvo un estreno mundial en cines, así como en DVD y VOD después de su estreno en el East End Film Festival de Londres. La película da una idea del mundo espiritual de Perry, después de que el director Volker Schaner pasó más de 15 años filmando con los Upsetters, presenciando la construcción del "Laboratorio Secreto" de Perry en Suiza desde el principio hasta su destrucción por el fuego en 2015. Filmada en Suiza, Jamaica, Londres y Berlín, la película también muestra escenas de Aksum y Lalibela, Etiopía, para proporcionar la información de fondo necesaria. A lo largo de los años, Schaner recopiló más de 100 horas de escenas únicas y ambos aún continúan el trabajo, planeando lanzar una secuela. 
En 2015, Perry trabajó junto con la banda belga Pura Vida y lanzó The Super Ape Strikes Again, que se mezcló en The Last Ark Studio en Bélgica utilizando una combinación de equipo vintage y técnicas de grabación modernas. En septiembre de 2015, Perry y Subatomic Sound System lanzaron una gira por el 40 aniversario del álbum de 1976 de Perry, Super Ape. La gira comenzó como parte del Dub Champions Festival y continuó durante los siguientes dos años con más de 50 fechas en Norteamérica y algunas fechas aisladas en Europa. Casi todos los espectáculos se agotaron en las giras de 2015 y 2016. Culminó con el lanzamiento del álbum Super Ape Returns to Conquer en septiembre de 2017, que debutó en el número 2 en la lista de reggae de iTunes de EE. UU. Detrás del álbum remasterizado Legend de Bob Marley, y en el número 3 en la lista de reggae de Billboard. Larry McDonald actuó como parte de la banda y en el álbum grabado. 
Una campaña de Kickstarter fue organizada en 2015 por Emch de Subatomic Sound System para recaudar fondos con el objetivo de construir un gorila personalizado de 4,5 m de altura similar al de la portada del álbum original. La campaña de Kickstarter alcanzó su objetivo y el gorila apareció en el escenario durante las fechas de la gira de 2015 y 2016.
A finales de 2018, Perry y Subatomic Sound System realizaron una gira por el 45 aniversario del álbum de 1973 Blackboard Jungle Dub, producido por Perry. La gira comenzó en América del Norte y los carteles de la gira incluyen el lema "El primer álbum de doblaje del mundo, en vivo por primera vez". Rolling Stone publicó una vista previa de la gira. 
2019 vio el lanzamiento de The Revelation of Lee "Scratch" Perry, una película sobre la realización de su álbum de 2010 Revelation, dirigido por Steve Marshall para State of Emergency. La película presenta imágenes íntimas detrás de escena de Perry trabajando en el estudio de su casa en los Alpes suizos y una entrevista en profundidad. En abril de 2019, el productor de hip hop, el Sr.Green, anunció que haría un disco hecho con los famosos temas de audio de Perry. 
En julio de 2019, Perry anunció que el disco se titula Super Ape vs. 緑: Open Door y que se lanzaría a través de Tuff Kong Records el 19 de agosto de 2019. El disco combina más de 20 géneros musicales diferentes y fue aclamado por la crítica. Hypebeast dijo que era «el mejor trabajo de Perry en años» y que "empuja los límites de varios géneros. El récord alcanzó el Top 10 en las listas de reggae de iTunes y el Top 100 en las listas de reggae de Billboard. 
Perry falleció en un hospital en Lucea, Jamaica, el 29 de agosto de 2021, a los ochenta y cinco años.

## Reconocimientos
En 2004 la revista Rolling Stone lo colocó en el puesto 100 de su lista 100 Greatest Artists of All Time.
Ganó el Premio Grammy a Mejor Artista de Reggae en 2002.

## Discografía

### Primeros álbumes
- The Upsetter (1969)
- The Return of Django (1969)
- Eastwood Rides Again (1970)
- África's Blood (1971)
- Blackboard Jungle Dub (1973)
- Cloak and Dagger (1973)

### En Black Ark
- Double Seven (1974)
- Kung Fu Meets the Dragon alias Heart of the Dragon(1975)
- Revolution Dub (1975)
- Return of Wax (1975)
- Musical Bones (1975)
- Super Ape (1976)
- Return of the Super Ape (1978)
- Roast Fish Collie Weed and Corn Bread (1978)
- War inna Babyblon"
- Africa Must Be Free" (1983)

### Otros álbumes
- The Return of Pipecock Jackxon (1980)
- Battle Of Armagideon (Millionaire Liquidator) (1986)
- Time Boom X - De Devil Dead (with Dub Syndicate) (1987)
- On the Wire (1988)
- Chicken Scratch (1989)
- From The Secret Laboratory (1990)
- Satan's Dub (with Bullwackie) (1990)
- Lord God Muzik (1991)
- Sounds From The Hotline (1991)
- The Upsetter and The Beat (1992)
- Super Ape Inna Jungle (1995)
- Dub Take The Voodoo Out Of Reggae (1996)
- Who Put The Voodoo Pon Reggae (1996)
- Mystic Warrior (1997)
- Technomajikal(1997)
- Mystic Warrior Dub (with Mad Professor) (1997)
- Dub Fire (with Mad Professor) (1998)
- Son of Thunder (2000)
- Jamaican ET (2002)
- Earthman Skanking (2003)
- Encore (2003)
- Panic in Babylon (2006)
- Revelation (2010)
- The Mighty Upsetter (2008)
- Back On The Controls (2014)

### Recopilaciones
- Chicken Scratch (produced by Coxsone Dodd) (1963-1966)
- Heart Of The Ark (1992)
- Upsetter Collection (1994)
- Upsetters A Go Go (1995)
- Experryments at the Grass Roots of Dub (alias Black Ark Experryments) (1995)
- Introducing Lee Perry (1996)
- Words Of My Mouth Vol.1 (The Producer Series) (1996)puap puta In Dub (1997)
- Arkology(1997)
- Dry Acid (1998)
- Lee Perry Arkive (1998)
- Lost Treasures of The Ark (1999)
- Upsetter Shop Vol.2 1969-1973 (1999)
- Words Of My Mouth Vol.2 (The Producer Series) (1999)
- Words Of My Mouth Vol.3 (Live As One/The Producer Series) (2000)
- Scratch Walking (2001)
- Black Ark In Dub (2002)

## Videos
- Lee Scratch Perry: The Unlimited Destruction, 2002, USA
- Lee Scratch Perry: In Concert - The Ultimate Alien, 2003, USA
- Lee Scratch Perry With Mad Professor, 2004, USA
- Roots Rock Reggae - Inside the Jamaican Music Scene 1977